# Универзитет Аризоне
Универзитет Аризоне (енгл. University of Arizona) је државни универзитет у Тусону. Основан 1885. године, био је први универзитет на простору Аризоне, а данас се сматра једним од најбољих у овој савезној држави.